# Yosiides
Genre
Yosiides est un genre de collemboles de la famille des Sminthurididae.

## Distribution
Les espèces de ce genre se rencontrent en Asie.

## Liste des espèces
Selon Checklist of the Collembola of the World (version du 20 août 2019) :
- Yosiides chinensis Itoh & Zhao, 1993
- Yosiides himachal (Yosii, 1966)

## Étymologie
Ce genre est nommé en l'honneur de Ryozo Yoshii.

## Publication originale
- Massoud & Betsch, 1972 : Étude sur les insectes collemboles. 2. Les caractères sexuels secondaires des antennes des Symphypleones. Revue d'Écologie et de Biologie du Sol, vol. 9, no 1, p. 55-97.